# Cardiocondyla bulgarica
Cardiocondyla bulgarica är en myrart som beskrevs av Auguste-Henri Forel 1892. Cardiocondyla bulgarica ingår i släktet Cardiocondyla och familjen myror. Inga underarter finns listade.